# Alfred Pauletto
Alfred Pauletto (Künstlername Alfredo Pauletto, auch APC; * 19. Oktober 1927 in Bischofszell (TG); † 24. Dezember 1985 in Arlesheim (BL)) war ein Schweizer Kunstmaler, Grafiker, Zeichner und Illustrator. Er war ein Vertreter der Abstrakten Kunst und des Informel in der Schweiz.

## Leben
Alfred Pauletto war im Kanton Thurgau als Sohn des Alfredo und der Maria Candio geboren und wuchs zuerst in Gossau auf, bis die Familie 1932 nach Basel zog. Sein jüngerer Bruder war der Maler und Grafiker Kurt Pauletto.
1942–1947 absolvierte er in der Grafik-Fachklasse die Kunstgewerbeschule, wo er seine erste Frau Maya Pauletto kennenlernte. Neben Grafik belegte er zusätzlich den Zeichenunterricht von Walter Bodmer und Theo Eble, sowie den Schriftenmalunterricht von Theo Ballmer und Jan Tschichold. Er schloss 1947 ab. In der Schule lernte er Cioma Schönhaus kennen. Über Paulettos Ausbildungszeit erinnert sich Schönhaus wie folgt:
Bereits als Schüler der Grafik-Fachklasse an der allgemeinen Basler Gewerbeschule standen seine Landschaften bei Theo Eble weit über dem Durchschnitt. Walter Bodmer lobte seine figürlichen Zeichnungen, Max Sulzbachner seine Farben, Berthold von Grüningen fand, er sei prädestiniert dazu, Kunstmaler zu werden.
Die Gebrauchsgrafik wählte er bewusst als Beruf und Haupterwerbsquelle, um frei zu sein und seine künstlerischen Anliegen ohne materiellen Druck und Vorgaben verwirklichen zu können. „Alfred Pauletto wollte frei sein und nur sein Handwerk, aber nicht seine Seele kommerzialisieren. [...] So konnte er unbehindert malen, was aus ihm heraus musste“, berichtete Cioma Schönhaus.
Zwischen 1949 und 1961 wurde ihm zweimal der Preis des Kunstkredits Basel-Stadt, und zweimal der Eidgenössische Preis für freie Kunst (damals Eidgenössisches Kunststipendium) verliehen. Das im Jahre 1956 mit dem 1. Preis des Kunstkredit Basel-Stadt versehene Tafelbild „Blechmusik“ wurde vom Kanton erworben, um das Niederholzschulhaus zu schmücken.
Fast zwanzig Jahre lang war er als Prüfungsexperte für Grafik an der Gewerbeschule Basel tätig. Ab 1950 war er als selbständiger Grafiker tätig (Grafik-Atelier), wobei er fast ausschliesslich für eine Auftraggeberin gearbeitet hat: die Ciba AG. Jahrelang gestaltete Pauletto die CIBA Blätter (Hauszeitschrift; erschien 6 Mal jährlich) und das CIBA Journal sowie gelegentlich auch medizinische Unterlagen und Werbematerial. Als Mitglied des Bundes Graphischer Gestalter (BGG) fungierte er zwei Jahre als deren Präsident.
1948 machte Alfred Pauletto seine erste Studienreise nach Paris, wo er immer wieder zurückreiste und sich mit seinem ehemaligen Mitschüler aus der Gewerbeschule Basel Jean Tinguely traf. Dort entdeckte er das Informel, eine Stilrichtung der abstrakten Kunst, die kurz vorher in den Pariser Ateliers entstanden war. Ein anderes beliebtes Ziel für seine Studien war natürlich Italien von Nord bis Süd, insbesondere Florenz, das er regelmässig besuchte. Er machte ausserdem einen ausgedehnten Studienaufenthalt im Schweizerischen Institut in Rom.

Pauletto nahm an einer Ausstellung erstmals 1955 in Zürich teil, während seine erste Einzelausstellung 1958 ebenfalls in Zürich stattfand. 1962 brachte er zusammen mit Hans Erni, Celestino Piatti, Hugo Wetli und Kurt Wirth ein Projekt zum Thema „Graphiker als Maler“ im Kunstverein Olten zustande. Im gleichen Jahr fand er Eintrag in das Allgemeine Lexikon der bildenden Künstler des XX. Jahrhunderts.

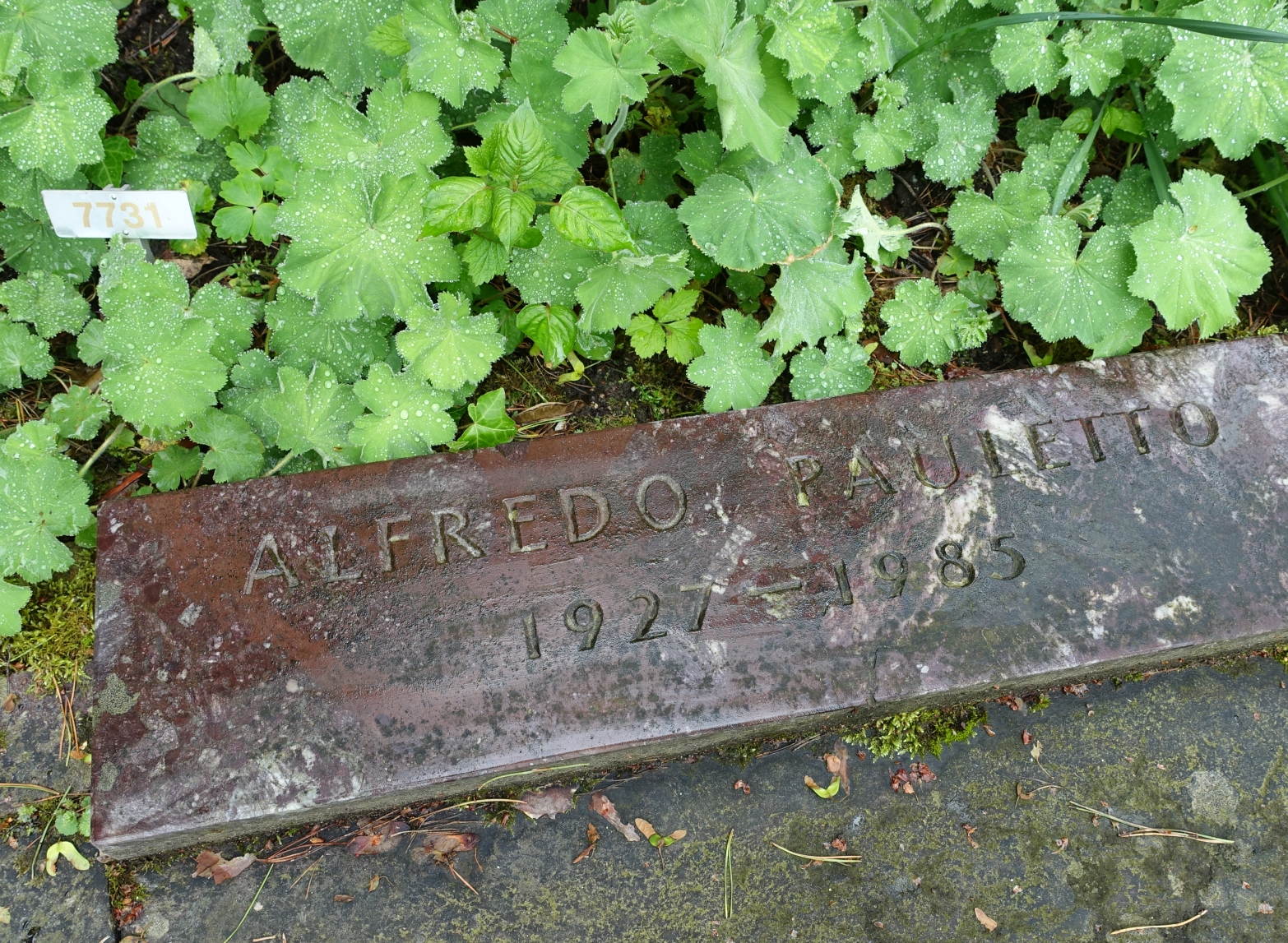
Grab auf dem Friedhof am Hörnli

Er blieb mit zeitgenössischen Schweizer Malern und Grafikgestaltern wie Donald Brun, Walter Bosshardt, Roger Humbert und insbesondere Herbert Leupin und Cioma Schönhaus lebenslang freundschaftlich verbunden. Ab 1978 trat Alfred Pauletto auch als Galerist auf, indem er an der Unteren Rheingasse einen „Künstler-Treffpunkt“ mit einer Galerie namens „Zur Löwenschmiede“ gründete, wo seitdem diverse Basler Maler ausgestellt haben.
Alfred Pauletto wählte sich als Künstlername Alfredo Pauletto, dessen italienischen Klang er besser geeignet für ein künstlerisches Auftreten erachtete. Um die 1970er Jahre begann er, seine Werke auch mit APC, die Abkürzung für „Alfredo Pauletto Candio“, zu unterzeichnen, dessen Hintergrund Hans Jürg Kupper folgendermassen erklärt hat: 

„Zu verwechseln sind die Malerbrüder Kurt und Alfred eigentlich nicht; aber der Familienname Pauletto scheint Verwechslungen zu fördern; so zeichnet denn Alfred nur mit APC: C für Candio, der Name der Mutter, zugleich der Name eines Paulettoverwandten andern Künstlers.“

Alfred Pauletto fand auf dem Friedhof am Hörnli seine letzte Ruhestätte.

## Werk
Paulettos erste Gemälde gehen bereits auf die Studienzeit zurück und waren dem Kubismus und der Gegenständlichkeit zuzuordnen. Indem er das Gegenständliche in seine Einzelteile zerlegte kam er zur Abstraktion. Mit Werken wie „Gewebe“ behauptete er sich als Vertreter der informellen Kunst. Während der 1950er Jahre erstellte er vor allem Wand- und Tafelmalerei und andere Grossformate, offensichtlich in Anlehnung an das italienische Fresko. Er gebrauchte dabei vorwiegend die Öltechnik, entwickelte aber auch Mischtechniken aus Öl, Sand und Teer. Letztere erlaubten es, neben Form, Farbe und Perspektive auch Strukturen hervorzuheben, womit Pauletto dem Informel eine weitere Dimension verleihen konnte. Wert legte er stets auf gut ausgelesenes Material: seine Farben hat er zeitweise selber mit Pigmenten und Kalk hergestellt und probierte sich auch in Eiweisslasuren.
Dass Alfred Pauletto „Anregungen“ von ausländischen abstrakten Malern „verarbeitet“ hatte erachtete die Kunstkritik seit Anbeginn seines Schaffens als „durchaus positiv zu werten“.
1959 machte Alfredo Pauletto seine erste Reise nach Japan, wo er in Osaka, Kyōto, Nara und schliesslich Tokio weilte. Er brachte seine Kunstwerke aus der Schweiz mit und führte drei Einzelausstellungen durch, davon eine in der Haku-ho Gallery in Osaka gekoppelt mit Fotogrammen des Basler Fotografen Roger Humbert, ein Freund aus der Gewerbeschule. Er „wurde an die Kunstakademie Kyōto berufen, um Studenten seine selbstentwickelte Teer- und Sandtechnik zu lehren“. Einige Werke in dieser Technik entstanden sodann aus japanischen Ateliers nach seinem Aufenthalt. Gleichzeitig studierte er Tusche-Zeichnung bei japanischen Meistern. Die Aquarelle „Schriftzeichen“, die nach seinem Japan-Aufenthalt entstanden sind, deuten auf die Inspiration hin, die er durch die Kalligrafie erfahren hat.
Im Jahre 1981 reiste er erneut nach Kyōto, wo er sich wieder intensiv mit dem japanischen künstlerischen Erbgut auseinandersetzte. Zeugnis davon ist die Bilderfolge der „Samurai“, die geheimnisvollen Bilder, bei denen „die dunklen Farben und die Darstellungen an Alberto Giacometti gemahnen“. Ebenfalls sind Serien von Pferdebildern nach den Vorbildern aus dem Kiyomizu-dera in Kyōto entstanden.
Fasziniert und inspiriert vom Buch Das Narrenschiff von Sebastian Brant, welches das berühmteste spätmittelalterliche Buch war, malte er 1979 das gleichnamige Bild.
Ein Hauptthema, das Alfredo Pauletto während seines ganzen Schaffens begleitet hat, ist die Musik gewesen. Gerade mit seinem Tafelbild „Blechmusik“ hatte Pauletto den 1. Preis Staatlicher Kunstkredit gewonnen. Sehr repräsentativ in diesem Genre ist sein Werk „Musiksaal“. Das Bild entstand 1980 zu einer Zeit, in welcher der Künstler mit dem Fotografen Niggi Bräuning regelmässig die Proben des Basler Kammerorchesters (BKO) von Paul Sacher besuchte und skizzierte. Indem er sich intensiv mit den Musikern von Paul Sacher auseinandersetzte erlebte Alfredo Pauletto eine Wende in seiner künstlerischen Ausdrucksweise: den Übergang zur gegenständlichen Malerei. Ab Ende der 1970er Jahre entstanden somit immer mehr figurative Bilder. Aber schon im Jahre 1952 ist mit dem Gemälde „Kathedrale“ ein Musikszenenbild entstanden, damals im kubistischen Stil. 1980 malte Alfredo Pauletto ein Bild gleichen Formats, mit derselben Perspektive und Struktur. Darauf deutlich zu erkennen ist das Basler Münster. In der gleichen Periode wurde Paulettos Begegnung mit der Spiritualität immer offensichtlicher. Dem Unsichtbaren hat er in seinem Schaffen immer mehr Bedeutung eingeräumt, um unter anderem seine Vision des ewigen Lebens auszudrücken. Die Symbolik der klassischen Bibelthemen wie Golgota, Apokalypse oder Genesis musste er sich in diesem Bestreben erringen. Diese waren die Themata, die Pauletto für seine letzten grossformatigen Werke verwendete.
Als er krank war und fühlte, dass sein Leben zu Ende ging, brachte Alfredo Pauletto jene neuen Themen zum Ausdruck, die ihn umgaben, wie „Leiden, Abschied und Tod“. Anfänglich handelte es sich um zarte Kleinformate mit Tusche und Bleistift. So entstand die Serie der „Totentänze“. Das uralte Motiv, das makabre Skelette und Menschen inszeniert, hat er neu aber treu aufgearbeitet. 

„Das Ausserordentliche liegt in der bedrohlichen Intensität des malerischen Gestus. Pauletto nimmt die Figuren in vibrierende Pinselschrift hinein, verbindet in immer neuen Überlagerungen malerische Flächen mit Zeichnerischem. Der Tod spielt die Trompete, weisslich schwingende Lineaturen machen ihn zum Tänzer. Auf handgrossen Blättchen wird das Thema zeichnerisch erprobt: Tastende Linien des Stifts, weiche Tuschelavierungen versetzen das tanzende Paar ins Visionär-Überirdische.“

Während der 1980er-Jahre wandte sich Alfredo Pauletto immer mehr der figurativen Malerei zu, mit einer Vorliebe zum Porträt. Es sind Abbildungen, „[…] die wegen der rudimentär-figurativen Zeichensprache beklemmend wirken. Die linke Gesichtshälfte ist zuweilen grösser als die rechte, die Augen leer und hohl, der Mund wie ein grosses Loch. Der Gesichtsausdruck gleicht einer Totenmaske“. In manchen Porträten sind Gesichtszüge von bekannten Künstlern wie Strawinsky, der in den 1950er und 1960er Jahren eng mit dem Basler Kammerorchester mitgearbeitet hatte, oder Beckett erkennbar.

## Maltechnik und Malstil
Vieles wurde über Paulettos Malstil geschrieben. Der Gesamteindruck, den Paulettos Werke verleihen, wurde bereits 1959 von Claude Richard Stange treffend zusammengefasst: 

„[...] Paulettos Malerei fließt nun ganz aus dieser intimen Beziehung des Menschen zu sich selbst, einem Grundverhältnis, dass allen weiteren Beziehungen vorangeht. Daß dieser Grundimpuls echt ist, verleiht diesem Maler die Authentizität; daß dieser Grundimpuls aber nicht einfach gegeben, sondern in jedem einzelnen Bild erkämpft und vollzogen wird, dies gibt Paulettos Malerei die Dramatik und seiner Farbe die Ausdruckgewalt. Denn hier wird nicht berichtet und erzählt, hier wird nicht im Fahrwasser eines gereifteren Vorbildes mehr oder weniger verschämt einhergeschwommen, nein, Pauletto entsteht in jedem einzelnen seiner Bilder. Dies ist das ausschlaggebende.“

Zum persönlichen Malstil des Alfredo Pauletto berichtete die Basler National-Zeitung folgendes:

„Wesentlich bei Pauletto ist die persönliche Ausdrucksweise. Es ist nicht der lyrische Ton, der bei anderen mitschwingt, sondern eher ein dumpf dramatischer Klang, der vornehmlich in den dunkelgrundigen Arbeiten vorhanden ist. […] Die persönliche Sprache scheint in vielen der ausgestellten Arbeiten gefunden. Intensiv und voller Kraft handhabt er in diesen Arbeiten die Farbe, sie verbindet sich mit den Rhythmen der Formen und erzeugt ein sehr harmonisches Bildganzes. Es ist, als wolle dieser junge Maler durch die Zerrissenheit der Gegenwart zu einer persönlich formulierten Harmonie verstossen. […] alles bei Pauletto ist straff geordnet, rhythmisch gefügt, vielleicht manchmal etwas dunkel dumpf, dann aber wieder voll handwerklicher Raffiniertheit. Nicht alles besticht; denn es ist nicht eine gefällige Kunst, aber es ist eine kraftvolle, eigenwillige Aussage, die ernst genommen werden muss.“

Das im Jahre 1956 mit dem 1. Preis des Kunstkredits versehene Tafelbild „Blechmusik“ bezeichnete Franz Gerhard als:

„eine graphisch und farbig spannungsvolle, aggressive Komposition von Musikinstrumenten und blasenden Köpfen, die tatsächlich in ihrem Zusammenklang den Eindruck einer kräftigen, schönlauten Blechmusik macht.“

Und so schilderte die Kunstautorin Elise Grilli die Technik des Basler Malers: 

„Alfred Pauletto's work is grounded on a complex and compact foundation of ideas and techniques. [...] The materials are now in flux, and new chemical compounds may soon take the place of the sand and the oil pigments with which Pauletto is creating a variegated pictorial surface, but these materials considerations are merely one element of his complex design. The abstract patterns move in many planes. Shimmering beneath the outermost layer are receding "pockets" of air and space which move back into areas incalculably deeper than the old recessions of linear perspective. There is no apparent conflict between the flat mural surface and the infinity of expanding space. The resolution of these opposing forces is made in the spectator's own eye, in his own "reading" of the rhythmic network of line and color. The allusions to astronomical space are also the result of suggested indications. The flashes of color sparks in areas of black, often overlaid with nebulae of white or gray, also tend to call to mind the images of an expanding universe newly conjured forth in scientific plates.“

Der Kunstjournalist und Maler Hans Jürg Kupper hat versucht, Interpretationsschlüssel des Œuvres von Alfred Pauletto auszuformulieren: 

„Was die Eigenheit von Alfred Paulettos Malerei (Oel, Aquarell) ausmacht? Eine unforcierte Verbindung zeichnerischer (Linie) und malerischer Elemente (Farbe, Fläche). Ihre Durchdringung ist oft so gross, dass deutlich wird: die erkennbare Gegenständlichkeit ist nicht Paulettos primäres Anliegen; vielmehr ist es die Erkenntnis, dass Zwischenbereiche bedeutendere – wenn auch nicht deutlichere – Aussagen sind. Grob abgesteckt wären jene "Zwischenbereiche" so zu bezeichnen: Tod im Leben, Leben im Tod; ein ewiges Werden; die Unvergänglichkeit der "Energie" Lust. Pauletto hält diese Bereiche fest: in "Wirbeln" von Dingen aus seinem engsten Erfahrungsbereich; aber alles "Wirkliches" hat sich der klaren Vorstellung zu fügen. Worte aus Shakespeares Macbeth werden zu Farbgeweben; Friedhöfe werden zu Festplätzen (die alte Durchdringung von Totentanz und Mummenschanz wird neu erlebt); prunkvolle Säle werden zu Bühnen, wo Memento mori gespielt wird.“

Kurz danach fügte derselbe hinzu: 

„Das unmittelbare Erleben (Reflexe) wird mit Damit-Leben (Reflexionen) verbunden; sind letztere in den Genesis- und Apokalypse-Bildern eigentlicher Bildgrund, so sind erste in neuesten Naturbildern der Stoff, aus dem die Malerei ist: Pauletto reagiert hier malerisch hervorragend auf sein Innensein mit der "Natur", auf sein Einstimmen in die Stimmen der Lichter, Wellen oder Gräser.“

Bemerkenswert ist, dass Paulettos ausserordentliche Ausdruckskraft schon sehr früh auffiel. Beeindruckt machte C.R. Stange bereits 1960 darauf aufmerksam: 

„Bis jetzt kannte man ihn nur von Atelierbesuchen her, und plötzlich steht nun dieses malerische Werk vor uns, das einmal schon dadurch überrascht, als es qualitativ das meiste überragt, was zur Zeit bei uns gemalt wird. [...] ein Werk, das seine Anfänge bereits hinter sich hat. Es gelingt nun diesem Maler, die uferlose Freiheit und die unabsehbaren Möglichkeiten, die die "peinture informelle" gewährt, nicht zu vernutzen, sondern zu einer Formensprache zu fassen und als ein Instrumentarium zu gebrauchen, die nahezu in jedem Bild voll eingesetzt und durchgehalten werden. Ganz eingestandenermaßen profitiert Pauletto von allen Errungenschaften der Moderne, vom Kubismus, von der Abstraktion und ihren Gründern Mondrian, Kandinsky und Klee, ebenso von den Informellen, doch diese Erfahrungsdichte verschafft ihm einen durchaus eigenständigen Boden. Pauletto zeigt sich als ein Maler, der, wohlausgerüstet, jedem provinziellen Rahmen völlig entstiegen ist und dem es nun gelingt, ganz unbeengt Werke zu malen, deren Impuls aus dem Zeitfreien und Raumlosen steigen, um auf der Bildfläche reich artikuliert in die Erscheinung zu treten. Nie läßt es dieser Maler beim "Einfall" bewenden, jede Regung, jede Sicht und jedes Empfinden wird möglichst umfassend ausgedrückt, bis weit ins Material vorgetrieben, und jedes Bild schließt sich im Einklang von Oberflächenspannung und Tiefschichtung, wodurch Frische, Ruhe und Bewegtheit entstehen, die den Betrachter sehr rasch erreichen, da dieser vielfältig in seiner Empfindungsbreite und -Tiefe angesprochen wird.“

Diese Kraft und Fähigkeit, seine innerste Gefühle malerisch zum Ausdruck zu bringen, ist im ganzen Gesamtwerk des Pauletto erkennbar. Zu Paulettos Spätwerke schrieb Enrico Ghidelli: 

„In seinen letzten Lebensjahren gab es kaum eine Krankheit, die er nicht durchlitt, doch entwickelte er gerade in schweren Zeiten aussergewöhnliche Kräfte und malte sich seine Schmerzen und Ängste von Leib und Seele.“

## Preise und Auszeichnungen
- 1949: 4. Preis Staatlicher Kunstkredit, Basel
- 1956: 1. Preis Staatlicher Kunstkredit, Basel für das Tafelbild „Blechmusik“ und Erwerb des Bildes für das Niederholzschulhaus
- 1960: Eidgenössischer Preis für freie Kunst
- 1961: Eidgenössischer Preis für freie Kunst[31][32]

## Ausstellungen (Auswahl)

### Einzelausstellungen
- 1958: Galerie Bel Etage, Zürich
- 1959: Gallery Haku, Osaka, Japan
- 1959: Kyoto Gallery, Kyōto, Japan
- 1959: Gallery of Isetan Department Stores, Tokio, Japan
- 1960: Galerie Hilt, Basel
- 1961: Galerie Hilt, Basel
- 1961: Schulhaus Binningen
- 1963: Galerie Knöll, Basel
- 1975: Ausstellung Basler Künstler, Seltisberg
- 1978: Galerie zur Löwenschmiede, Basel
- 1980: Weihnachtsausstellung, Galerie zur Löwenschmiede, Basel
- 1983: Galerie Landhaus bei Zürich

### Gemeinschaftsausstellungen
- 1955: Grafiker - ein Berufsbild, Zürcher Hochschule der Künste (ZHdK) / Museum für Gestaltung Zürich
- 1956: Ausstellung des Staatlichen Kunstkredit, Mustermesse Basel
- 1958: Galerie d'art moderne, Basel, Ausstellung Art vivant
- 1962: Kunstverein Olten, Gemälde-Ausstellung Grafiker als Maler: Hans Erni, Alfred Pauletto, Celestino Piatti, Hugo Wetli, Kurt Wirth
- 1976: Stadthaus, Zürich
- 1976: Galerie Atrium, Reinach/BL, Gruppenausstellung Alfred Pauletto, Kurt Ruepp, Max Fröhlich, Adelheid Hanselmann-Erne, Ilse Immich

### Retrospektive Einzelausstellungen
- 1987: Retrospektive Alfredo Pauletto, Berowergut, Riehen
- 1992: Galerie Simone Gogniat, Basel (Zeichnungen)
- 1992: Gymnasium Bodenacker, Liestal (Malerei, über 100 Bilder)
- 1996: Deloitte & Touche Tohmatsu International, im Experta-Haus, Basel
- 1997: Galerie Hilt, Basel
- 2007: TERTIANUM St. Jakob-Park, Basel
- 2011: Galerie Hilt, Basel, „Alfredo Pauletto | Erinnerungen an einen Basler Maler“
- 2013: Urs Joss – Skulpturen; Alfred Pauletto – Zeichnungen, Privatausstellung in der Ateliergemeinschaft Klingental, Basel, 6 - 29. Dezember 2013.

## Publikationen
- Alfred Pauletto: Tageblätter - Alfredo Pauletto APC, Basel: Eigenverlag, 1979
- Max Ehinger (Text) und Alfred Pauletto (Illustrationen): Evviva la Pro Ponte: Sport wie er damals war.... Basel: Verlag TIP, 1968